# Brede tongorchis
De brede tongorchis (Serapias cordigera) is een Europese orchidee. De soort komt voor in het Middellands Zeegebied.
De plant dankt zijn naam aan zijn opvallende brede hartvormige bloemlip.

## Naamgeving enetymologie
- Synoniem: Serapias ovalis L.C.M. Richard (nom. illeg.)
- Frans: Sérapias en cœur
- Duits: Herzförmiger Zungenstendel
- Engels: Tongue orchi

De botanische naam Serapias is ontleend aan de Egyptische god Serapis. De soortaanduiding cordigera is afkomstig van het Latijnse cor (hart) en gerere (dragen) en heeft betrekking op de vorm van het epichiel.

## Kenmerken

### Plant
De brede tongorchis is een 15–40 cm hoge overblijvende geofyt. De bloemstengel is aan de basis rood geaderd en dikwijls paars gestippeld, draagt tot negen bladeren en een korte, eivormige aar met drie tot tien bloemen.

### Bladeren

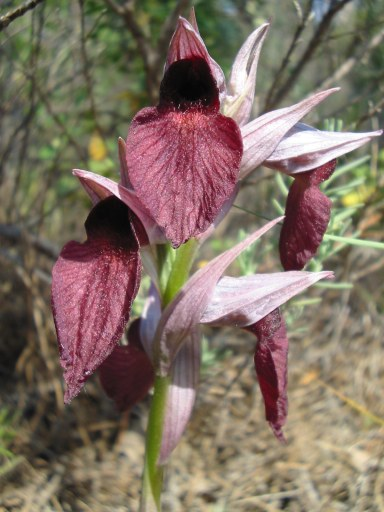
detail bloem

De bladeren zijn lijn- tot lancetvormig, afstaand tot aanliggend, gootvormig, tot 16 cm lang, naar boven toe overgaand in rode schutbladen. Deze zijn bijna zo lang als de helm van de bloem.

### Bloemen
De tot 2,5 cm grote bloem heeft een purper geaderde, horizontale of licht stijgende helm, gevormd door de grotendeels gefuseerde kelkbladen en bovenste kroonbladen. De kelkbladen zijn zwak gekield, de kroonbladen driehoekig, met afgeronde basis, gegolfde randen en een lang uitgerekte top.
De lip bestaat uit twee delen. De hypochiel is tot 18 mm lang en 26 mm breed, breed hartvormig, met afgeronde laterale lobben, praktisch volledig verborgen onder de helm. De epichiel is tot 30 mm lang en 23 mm breed, hartvormig, halfcirkelvormig tot breed lancetvormig, roodbruin tot donkerpurper, en draagt een karakteristieke verdikte en van haren voorziene, purperen callus, met aan de basis twee donkere, gladde lamellen in V-vorm.
Het gynostemium draagt groene, met violet bespikkelde pollinia.
De bloeitijd is van april tot juni.

## Habitat
De brede tongorchis prefereert zure, silicaatrijke of schisteuze gronden op zonnige of licht beschaduwde plaatsen zoals vochtige tot natte graslanden, open plekken in het maquis, oude terrasgronden en lichte bossen. In de bergen komt de soort voor tot op hoogtes van 1000 m.

## Verspreiding en voorkomen
De brede tongorchis is net als de andere soorten van hetzelfde geslacht een plant die voornamelijk voorkomt in het Middellandse Zeegebied, van Portugal tot in Griekenland en Turkije, en in Noord-Afrika. Ook aan de Atlantische kust van Spanje en Frankrijk, noordelijk tot in Bretagne.
Over het hele verspreidingsgebied komt de soort plaatselijk, maar soms abundant voor.

## Verwante en gelijkende soorten
De brede tongorchis kan door zijn kleur en vorm enkel verward worden met andere soorten uit hetzelfde geslacht. Hij kan van de meeste tongorchissen onderscheiden worden door zijn rood en purper gestreepte bloemstengel, korte, dichte bloeiwijze en de grote bloemen met donkere en brede, hartvormige bloemlip, de epichiel even breed als de hypochiel.

## Bedreiging en bescherming
De brede tongorchis is in Frankrijk regionaal beschermd in Bretagne, Pays de la Loire, Nouvelle-Aquitaine en Occitanie.
S. aphroditae · 
S. apulica · 
S. atlantica · 
S. bergonii · 
S. carica · 
S. cordigera (Brede tongorchis) · 
S. cossyrensis · 
S. cycladum · 
S. elsae · 
S. feldwegiana · 
S. gregaria · 
S. ionica · 
S. istriaca · 
S. levantina · 
S. lingua (Gewone tongorchis) · 
S. lorenziana · 
S. neglecta (Vergeten tongorchis) · 
S. nurrica · 
S. orientalis · 
S. olbia · 
S. parviflora (Kleine tongorchis) · 
S. patmia · 
S. perez-chiscanoi · 
S. politisii · 
S. stenopetala · 
S. strictiflora · 
S. vomeracea (Lange tongorchis)